# Conversations avec Goethe
Gespräche mit Goethe in den letzten Jahren seines Lebens

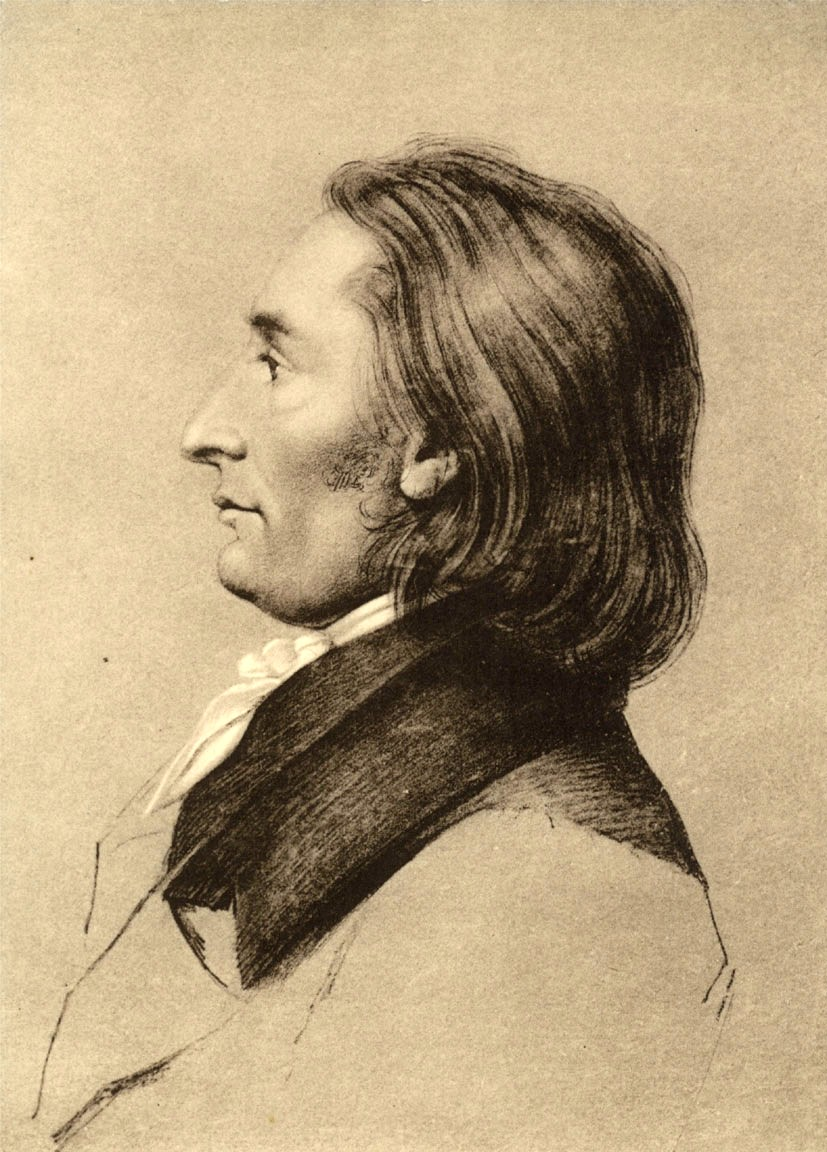
Johann Peter Eckermann, auteur des Conversations avec Goethe.

Conversations avec Goethe (allemand : Gespräche mit Goethe in den letzten Jahren seines Lebens) est un ouvrage de Johann Peter Eckermann rapportant ses entretiens avec Johann Wolfgang von Goethe durant les neuf dernières années de la vie de l’écrivain. Eckerman était à son service en qualité de secrétaire personnel. Le livre d’abord publié en 1836 connut une seconde édition substantiellement enrichie en 1848.
Johann Peter Eckermann rencontra Goethe en 1823 après lui avoir envoyé une étude sur la poésie. À partir de cette année il vécut à Weimar, où il devint l’assistant du poète et partagea sa passion pour le théâtre.
Ces conversations entre le maître et le jeune disciple témoignent des centres d'intérêt de Goethe dans les dernières années de sa vie. On y trouve ses opinions et ses goûts sur la vie artistique et littéraire de son époque, son avis sur Byron, Schiller, Walter Scott et d’autres, sur la vie politique et culturelle en France et en Allemagne. Il y exprime également son admiration pour Napoléon.
Le livre est divisé en trois volumes dont les deux premiers semblent jusqu’à un certain point avoir été lus et corrigés par Goethe. Les conversations donnent ainsi l’impression d’être une œuvre de Goethe lui-même. Dans l'édition de 1848 Eckermann prend plus de libertés et prétend au rôle de donneur de leçons dans une période de troubles politiques et culturels.
Eckermann inclut beaucoup d’éléments autobiographiques et concède franchement que ses conversations ne sont pas des transcriptions mot pour mot mais des reconstitutions à partir de souvenirs.
L’ouvrage fut publié à une époque où la popularité de Goethe allait diminuant en Allemagne, et le livre y eut d’abord peu de succès. Mais il devint rapidement très populaire parmi le public cultivé étranger suscitant en retour un intérêt nouveau pour l’œuvre de Goethe.

## Sources de la traduction
- (es)/(en) Cet article est partiellement ou en totalité issu des articles intitulés en espagnol « Conversaciones con Goethe » (voir la liste des auteurs) et en anglais « Gespräche mit Goethe » (voir la liste des auteurs).